# Franz Bernhard von Thurn

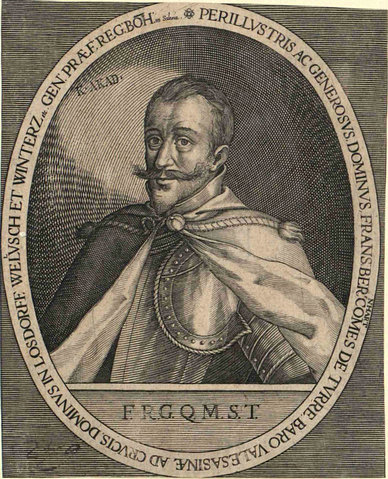
Franz Bernhard von Thurn

Franz Bernhard Graf von Thurn (* Februar 1592; † 1628 in Strasburg an der Drewenz) war ein Generalmajor in mährischen, kaiserlichen und schwedischen Diensten. 

## Leben
Franz Bernhard von Thurn und Valsassina war der Sohn des Heinrich Matthias von Thurn. In der Schlacht am Weißen Berg stand er an der Spitze eines mährischen Regiments. Nach der Niederlage wurde Thurn von Boucquoy überzeugt, auf die Seite des Siegers zu wechseln. Mit seinen verbliebenen ca. 400 Mann sollte er die von Engländern besetzte Burg Karlstein einnehmen. Er wechselte schnell aber wieder die Seiten in Richtung des Markgrafen von Jägerndorf und verteidigte Glatz. Nach der Kapitulation der Stadt am 26. Oktober 1622 erhielt er freien Abzug. 1623 führte er unter Herzog Christian von Braunschweig ein kavalleristisches Heer von 1000 Mann an. In der verlorenen Schlacht bei Stadtlohn am 6. August 1623 wurde er schwer verwundet, genas aber wieder.
Im Oktober 1625 wurde Franz Bernhard von Thurn vom schwedischen König Gustav Adolf mit der Stadt und dem Schloss Pernau belehnt. 1625 kämpfte er auch für die Schweden in Polen siegreich gegen Lithauer bei Semgallen. Im September 1626 nahe der Weichsel täuschte er vor nach einem versuchten Angriff mithilfe einer Schanze diese verlassen zu müssen. Er platzierte heimlich eine Mine, die er sprengte als die Polen die Schanze übernehmen wollten. 400 Männer soll er so in die Luft gesprengt haben.
1627 belagerte er mit vielen tausend Soldaten die Brandenburgische Burg Lochstedt. Gemeinsam mit dem schwedischen König griff er im Danziger Werder mit etwa 600 Mann zu Schiff die Polen an. Die Schlacht wurde gewonnen, jedoch Franz Bernhard rechts in der Hüfte und im Bein durch Schüsse schwer verwundet. Er starb ein Jahr später zum großen Bedauern des mit ihm befreundet gewesenen Königs.

## Familie
Franz Bernhard war verheiratet mit Magdalena, geborene Gräfin Hardeck. Seine Söhne hießen Christian und Heinrich Matthias.